# Mese dell'orgoglio LGBT
Il Mese dell'orgoglio LGBT (anche conosciuto con il termine inglese Pride Month) è una ricorrenza internazionale che si celebra l'intero mese di giugno di ogni anno e sottolinea l'importanza della lotta per i diritti LGBT ed è soprattutto dedicato alla celebrazione e alla commemorazione dell'orgoglio lesbico, gay, bisessuale e transgender (LGBT).
Il Mese dell'orgoglio è stato istituito in seguito ai Moti di Stonewall, una rivolta spontanea del 1969 a New York per i diritti LGBT. Il moderno Mese dell'orgoglio onora il movimento per i diritti LGBT e celebra la cultura LGBT.

## Storia

### Origini
Il concetto di Mese dell'orgoglio ebbe origine con i Moti di Stonewall, una serie di rivolte per i diritti LGBT che si svolsero per diversi giorni a partire dal 28 giugno 1969. Le rivolte iniziarono dopo una retata della polizia presso lo Stonewall Inn, un bar gay situato nel quartiere di Lower Manhattan a New York. Le attiviste Marsha P. Johnson, Sylvia Rivera e Stormé DeLarverie sono accreditate come fautrici delle rivolte, anche se Johnson contesta il proprio coinvolgimento.

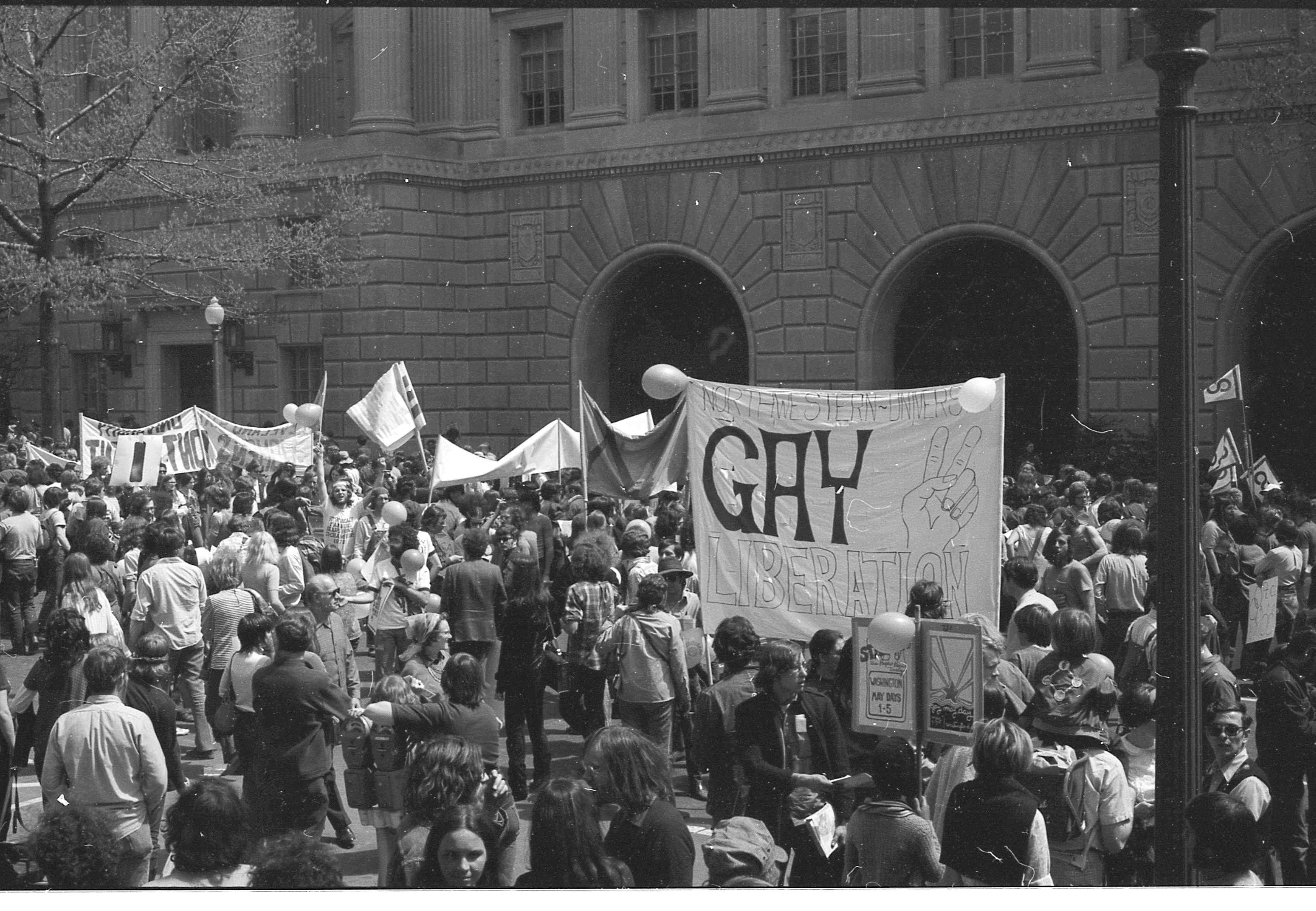
Una protesta per i diritti LGBT degli anni '70

L'anno successivo alle rivolte, si tennero le prime Parate del Pride in diverse città statunitensi. La Parata di New York, volta a celebrare il "Christopher Street Liberation Day", insieme a parate parallele in tutto il Paese, è considerata un momento di svolta per i diritti LGBT. Fred Sargeant, uno degli organizzatori di alcune delle prime Parate del Pride, dichiarò che l'obiettivo era commemorare i moti di Stonewall e promuovere ulteriormente i diritti LGBT. Egli notò che, sebbene le prime parate avessero più le sembianze di una protesta piuttosto che una celebrazione, esse contribuirono a far avvertire la presenza di una comunità LGBT nell'immaginario collettivo. Tuttavia, si è notato che le donne transgender e gli afroamericani vennero esclusi o messi a tacere durante le prime parate, nonostante le rivolte iniziali fossero in gran parte dovute a loro.

### Diffusione e celebrazione
In seguito ai moti di Stonewall e alle prime Parate del Pride, il numero di associazioni LGBT aumentò rapidamente e il movimento del Pride si diffuse dopo pochi anni a partire dagli Stati Uniti d'America. Dal 2020, la maggior parte delle Parate del Pride nelle principali aree urbane del mondo si svolgono a giugno, sebbene alcune città le organizzino in periodi diversi dell'anno, in parte a causa delle condizioni climatiche estive in alcune località, non ottimali per lo svolgimento di tali eventi.

## Riconoscimento ufficiale

### Stati Uniti d'America
Nel giugno del 1999, l'allora presidente degli Stati Uniti Bill Clinton dichiarò l'anniversario dei moti di Stonewall, il Mese dell'orgoglio Gay e Lesbico.
Nel 2011, l'allora presidente Barack Obama ampliò il Mese dell'orgoglio ufficialmente riconosciuto per includere l'intera comunità LGBT.
Nel 2021, il Presidente Joe Biden ha riconosciuto il Mese dell'Orgoglio e si è impegnato a promuovere i diritti LGBT negli Stati Uniti d'America.

### Paesi Bassi
Nei Paesi Bassi, ogni anno si tiene la Roze Zaterdag (Sabato Rosa) in una città diversa per commemorare i Moti di Stonewall, spesso preceduta da una Settimana Rosa. Alla fine di giugno si svolgono anche il Midzomergracht festival ad Utrecht e The Hague Pride a L'Aia.